# Chrysoperla carnea
Chrysoperla carnea és una espècie de neuròpter de la família dels crisòpids que s'alimenta d'altres insectes que poden arribar a ser perjudicials. Es distribueix a moltes parts d'Amèrica del Nord, Europa i Àsia. Els adults s'alimenten de substàncies dolces però les larves són depredadors actius d'àfids i altres insectes molls. Es fan servir en el control biològic de plagues agrícoles.

## Etimologia
- Chrysoperla: mot compost pel mot grec χρυσός (chrysós, or), i del baix llatí perula, del llatí sphaerula (boleta). Fent referència al color del ulls, com a petites boletes d'or (Chrysopa). Però diu el DCVB això: "probablement del llatí pĕrna, nom de certa classe de mol·lusc (usat per Plini)". En provençal antic existeixen les variants perla i perna. La forma perla s'explica tal vegada per un derivat de pernŭla, com postulava Nyrop Gramm. Cal renunciar a l'etimologia pĭrŭla, diminutiu de pĭru (pera), la ɛ oberta que presenta el mot en tots els dialectes catalans indica que prové d'una paraula llatina amb ĕ breu.' Amb aquesta etimologia no s'explicaria la paraula.[2]
- carnea: del llatí carneus, de color carn o lleugerament rosat.[3]

## Descripció
Els adults són de color verd pàl·lid, amb l'abdomen llarg i estret i ulls relativament grans de color daurat i brillants, les seues antenes són filiformes i llargues. Mesuren 12 a 20 mm de llargària amb ales grosses, membranoses, molt reticulades i de color verd transparent.
Sovint es veuen al capvespre i de nit, ja que són atretes per la llum artificial. Abans Chrysoperla carnea era considerada una sola espècie de distribució holàrtica però ara s'ha dividit en diverses espècies molt similars morfològicament i que es distingeixen pels seus cants per vibració especialment en el ritual d'aparellament.

## Cicle vital

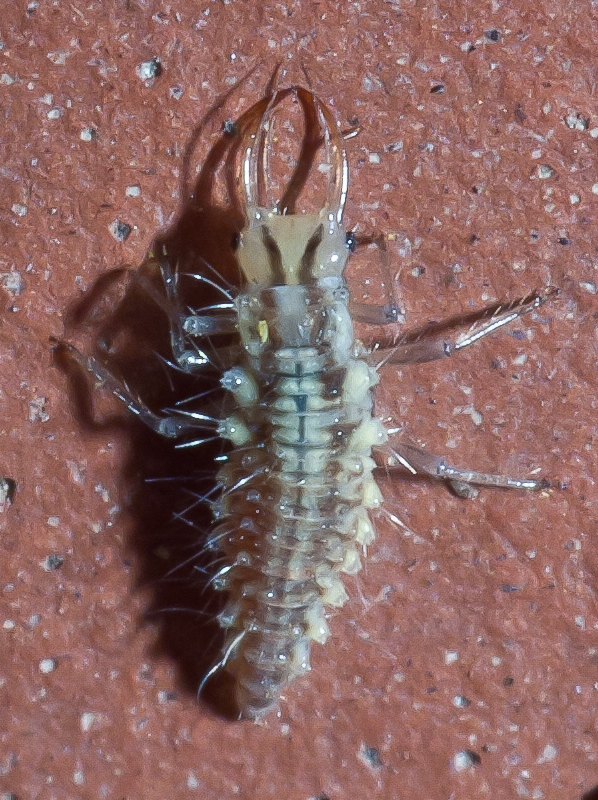
Larva de Chrysoperla carnea.

Els adults hivernen colgats per fulles de terra, emergeixen a la primavera. Cada femella pon, a les fosques, centenars d'ous prop de les preses potencials, situats al final d'un pèl llarg, disposats sols o en grup, dependent de la densitat de preses. Primer els ous són de color verd pàl·lid i més tard es tornen grisos Les larves triguen de tres a sis dies en sortir de l'ou, són voraces i muden tres vegades. Fan un mil·límetre de llarg en eixir de l'ou. Són de color marró i semblen petits cocodrils reptant cercant les preses, a més té potes ben desenvolupades i mandíbules en forma de falç. Injecten enzims als cossos de les seues víctimes per digerir-ne les òrgans interns després de fer-los líquids. Mengen àfids i altres insectes molls, fins i tot erugues més grosses que ells. Si manca el menjar recorren al canibalisme entre elles. Després de dues o tres setmanes les larves creixen fins a fer vuit mil·límetres de llarg, i comencen a secretar seda fins a formar un capoll blanquinós esfèric sobre les plantes d'uns 3-4 mm de diàmetre. D'aquests emergeixen els adults de 10 a 14 dies més tard a 25º C de mitjana. Aquests s'alimenten de substàncies dolces com ara nèctar, mel de melada dels pugons i les gotes produïdes durant la gutació, així com de pol·len. El cicle complet dura quatre setmanes a l'estiu i està molt influït per la temperatura, hi pot haver diverses generacions en condicions òptimes. Tenen poblacions importants des de principi de maig a finals de juliol.
La replantació de bardisses, desaparegudes durant el segle XX en un moviment de racionalització per l'agricultura extensiva, per tal de diversificar els biòtops pot contribuir a la regeneració de fauna auxiliar com la chrysoperla i altres insectes beneficiosos. Els intents d'introduir-la a Nova Zelanda i l'Índia, ans al contrari, han fallat potser per l'absència d'un cert fong del tipus llevat necessari per fer la simbiosi durant el desenvolupament de l'insecte.

## Control biològic
Chrysoperla carnea té un paper important en el control biològic de plagues. A la natura depreda sobretot insectes de l'ordre Homoptera. Sobre els cultius també depreda aranya roja, trips, mosca blanca, minadors de fulles, psíl·lids, lepidòpters, larves d'escarabats i corc del tabac. Controla bé la mosca blanca del tabac al cotoner del Pakistan. La presència de les seues larves a les fulles inhibeix la visita i posta d'ous de la mosca blanca cosa que suggereix que les larves produeixen un semioquímic volàtil que la repel·leix. A Lleida un experiment en una combinació amb altres enemics naturals complementaris per a protegir els arbres dels carrers i dels parcs de la ciutat va portar resultats prometedors.
Està reconeguda pel Governs de les Illes Balears i la Generalitat de Catalunya com mètode de control en la producció integrada d'olives, de pinyol, el raïm, fruita seca, fruita de llavor i molts altres cultius. Es disposa comercialment de larves de Chrysoperla carnea.

## Galeria

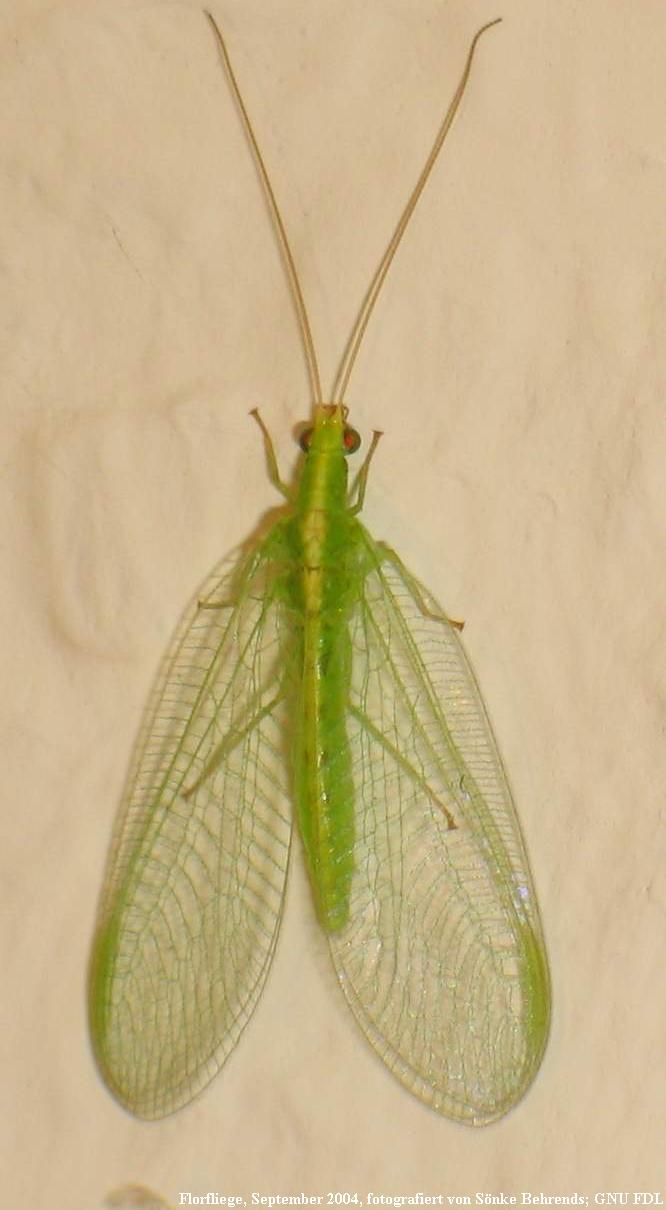
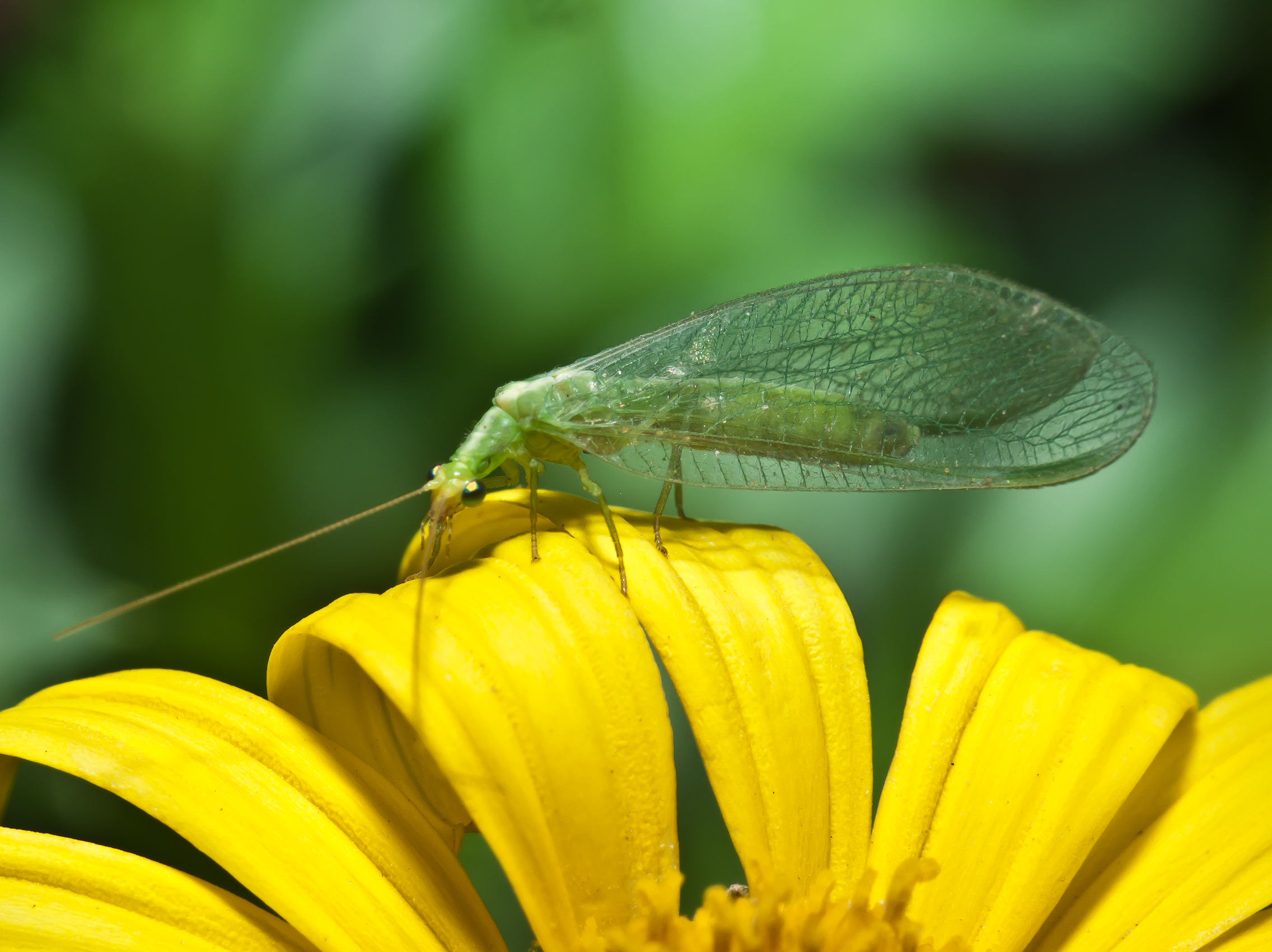
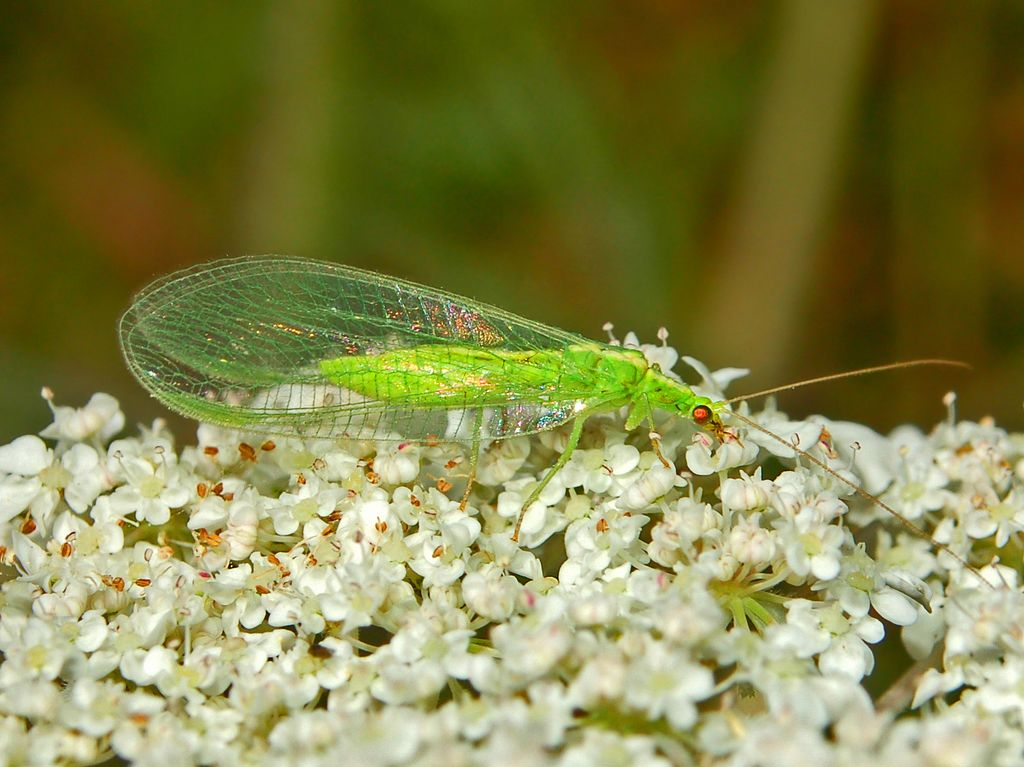